# Тетеревка (Гродненская область)
Тетеревка (бел. Цецяроўка) — деревня в Берестовицком районе Гродненской области Белоруссии на границе с Польшей. Входит в состав Пограничного сельсовета.

## История
До 25 сентября 2003 года деревня входила в состав Пограничного поселкового совета Кватарского сельсовета Берестовицкого района, но решением Гродненского областного Совета депутатов об административно-территориальном устройстве Берестовицкого района была передана в состав Пограничного сельсовета с 16 октября 2007 года.